# Dimitrios Emmanouilidis
Dimitrios „Dimitris“ Emmanouilidis (griechisch Δημήτριος Εμμανουηλίδης, * 24. Oktober 2000 in Lefktra) ist ein griechischer Fußballspieler.

## Karriere

### Verein
Emmanouilidis begann seine Laufbahn bei den Junioren von Panathinaikos Athen. Im Sommer 2017 erhielt er seinen ersten Profivertrag und wechselte in den Kader der ersten Mannschaft.
Seinen ersten Pflichtspieleinsatz hatte Emmanouilidis am 29. November 2017, als er im Rahmen eines 1:1-Pokalspiels bei Panachaiki eingewechselt wurde. Sein erstes Meisterschaftsspiel absolvierte er am 3. Dezember 2017 bei einer 0:1-Heimniederlage gegen Panionios. Nach elf Einsätzen in der Saison 2018–2019 wurde er im Sommer 2019 an Panionios ausgeliehen, um dort mehr Spielpraxis zu erhalten. Bei Panionios etablierte sich Emmanouilidis als Stammspieler und kam auf 19 Erstliga- und vier Pokaleinsätze, in denen er auf insgesamt sechs Tore kam. Nachdem Panionios am Ende der Saison in die zweite Liga abgestiegen war, kehrte Emmanouilidis wieder zu Panathinaikos zurück.

### Nationalmannschaft
Emmanouilidis zählt für die Nachwuchsmannschaften Griechenlands insgesamt 27 Länderspielen, in denen er 9 Tore erzielte.